# Семевський Василь Іванович
Семевський Василь Іванович (25 грудня 1848 6 січня 1849 — 21 вересня 4 жовтня 1916) — російський історик ліберально-народницького напряму, доктор російської історії, професор, автор робіт з соціальної історії та історії передової громадської думки в Росії XVIII — першої половини XIX ст., з історії селянства, засновник і редактор журналу «Голос минулого», громадський діяч. Походив з дворянського роду Семевських, брат історика М. І. Семевського.

## Біографія
Навчався з 1859 по 1863 рік у Другому кадетському корпусі, а потім в 1-й петербурзької гімназії, яку закінчив в 1866 році із золотою медаллю. Після закінчення гімназії вступив до Санкт-петербурзької медико-хірургічної академії, де навчався протягом двох років. Після цього поступив на історико-філологічний факультет Петербурзького університету, який закінчив у 1872 році. В університеті визначилися наукові інтереси Василя: історія російського селянства XVIII—XIX століття.
На формування інтересів Василя прямим чином повпливали професійні інтереси старшого брата. Не дивно, що перші статті молодого вченого з'явилася в журналі М. І. Семевського «Русская старина»: «Література Катерининського ювілею», «Княгиня Катерина Романівна Дашкова» (обидві 1874 рік), «Кріпаки при Катерині II», (1876 рік), «Олександр Григорович Іллінський», (1878 рік).
З 1882 року він починає читати лекційний матеріал в Санкт-Петербурзькому університеті як приват-доцент (курс російської історії). У 1886 році він був усунений від викладання на кафедрі через т. зв. «шкідливий напрям». Розпорядження на відсторонення Семевского віддав міністр народної освіти І. Д. Делянов з подачі К. М. Бестужева-Рюміна. В умовах реакції 80-х років пробудження інтересу студентів до серйозного вивчення доль російського селянства і до соціально-економічних умов його життя вважалося недоречним.
У 1889 році в Московському університеті він захищає докторську дисертацію з російської історії: «Селянське питання в XVIII і першій половині XIX століття».

У 1891 році Семевський здійснив подорож по Сибіру для знайомства з місцевими архівами. Крім архівних даних його цікавило також сучасне становище робітників на золотих копальнях Якутії, і йому вдалося зібрати масу фактичного матеріалу для свого дослідження «Робітники на сибірських золотих промислах», яке з'явилося на сторінках «Русской мысли» в 1893—1894 роках і в остаточному вигляді в 1898 році.